# Marcin Drajer
Marcin Drajer (ur. 21 sierpnia 1976 w Poznaniu) – były polski piłkarz grający na pozycji obrońcy, od października 2013 roku trener Unii Swarzędz. Były szkoleniowiec FOGO Luboń.
W polskiej I lidze Drajer rozegrał 128 meczów (79 w Lechu, 17 w Rakowie, 24 w Polonii i 8 w Widzewie) - stan na 1 lipca 2014. W barwach II-ligowej Dyskobolii rozegrał 4 mecze.

## Sukcesy
- Mistrzostwo Europy U-16 1993